# 지례중학교 구성분교
지례중학교 구성분교(知禮中學校 龜城分校)는 경상북도 김천시 구성면 송죽리에 있었던 공립 중학교이다.

## 학교 연혁
- 1976년 3월 3일: 개교 (신입생 168명 입학)
- 1979년 1월 12일: 제1회 졸업식
- 1999년 3월 1일: 지례중학교 구성분교장으로 교명 변경
- 2014년 3월 1일: 강동로 교장 부임
- 2015년 2월 13일: 제37회 졸업(졸업생 총수 2,176명)
- 2017년 2월 28일: 폐교 및 인근 학교와 기숙형 중학교 지품천중학교로 통합[1], 41년만에 폐업

## 참고 자료
- 지례중학교 구성분교 - 한국교육학술정보원 학교알리미